# Myrmarachne biseratensis
Myrmarachne biseratensis là một loài nhện trong họ Salticidae.
Loài này thuộc chi Myrmarachne. Myrmarachne biseratensis được Badcock miêu tả năm 1918.